# The Key (Fear the Walking Dead)
«La Llave» —título original en inglés: «The Key»—  es el cuarto episodio de la sexta temporada de la serie de televisión posapocalíptica, horror Fear the Walking Dead, que salió al aire en el canal AMC el 1 de noviembre de 2020. El episodio fue escrito por David Johnson y dirigido por Ron Underwood.

## Trama
John comienza a leer la carta de June que le escribió. Trabaja para proteger a la gente de la comunidad y un día de servicio, encuentra a Cameron en las cercas siendo devorado por los caminantes. John comienza a investigar la muerte de Cameron y encuentra un pendiente en la escena. Virginia, por otro lado, cree que esto es accidental. John se une a Strand, que ahora forma parte del "consejo entre asentamientos". Al día siguiente, John le explica a Janis que tiene un mal presentimiento sobre lo que le pasó a Cameron.
Virginia y John discuten sobre el incidente y él le muestra un pendiente que encuentra durante su investigación, pero ella le pide que lo mantenga en guardia en el funeral de Cameron. De repente, los Rangers ven a Janis tratando de escapar y la capturan. Virginia exige que registren su bolso y proceden a buscar el otro pendiente. Más tarde, John encierra a Janis y ella afirma que Ginny está tratando de tenderle una trampa. Al anochecer, John exhumó la tumba de Cameron y encontró un trozo de la empuñadura de un cuchillo alojado en la mano de Cameron.
Al día siguiente, John y Strand discuten el manejo de armas. Strand le muestra la armería y falta un cuchillo. Janis declara a Virginia y Strand que asesinó a Cameron y que está lista para ser ejecutada. John se sienta con Jacob a tomar una copa. De repente, en el camino, John escucha el sonido de una radio a todo volumen y se da cuenta de que un grupo de caminantes se está comiendo a alguien. Cuando John les dispara a todos, se revela que es Janis quien es devorada por los caminantes y su cuerpo dividido en dos partes. John decide averiguar quién es el responsable de la muerte de Janis y se pregunta por qué se adelantó su ejecución. Strand emerge y le pide a John que se calme, pero John lo golpea y los dos comienzan a pelear. Una vez que termina la pelea, Strand declara que les salvó la vida a ambos.
Más tarde, Virginia le da a John una llave y lo nombra Ranger y este lo acepta. Más tarde, John se acuesta en la cama, cuando de repente llega June y se abrazan. En otra parte, Morgan continúa su viaje, pero de repente su camión es atropellado por otro vehículo. Se asegura de que el perro de Emile esté bien, luego camina hacia el otro automóvil. Dos hombres salen de su vehículo, pero cuando Morgan los interroga, uno de los hombres quiere saber dónde está Emile. Morgan les dice que Virginia sabe dónde está. El primer hombre dice que no conocen a Virginia y que solo quieren la llave que Emile estaba obteniendo para ellos. Morgan les advierte que se queden atrás y que no quiere causar ningún problema. Intentan luchar de todos modos. Destripa a uno de ellos, mientras que el otro ve la llave alrededor del cuello de Morgan. Morgan lo apuñala en el pecho cuando este lo estrangula. Mira la llave y se pregunta si esto es lo que perseguían los dos hombres.

## Recepción

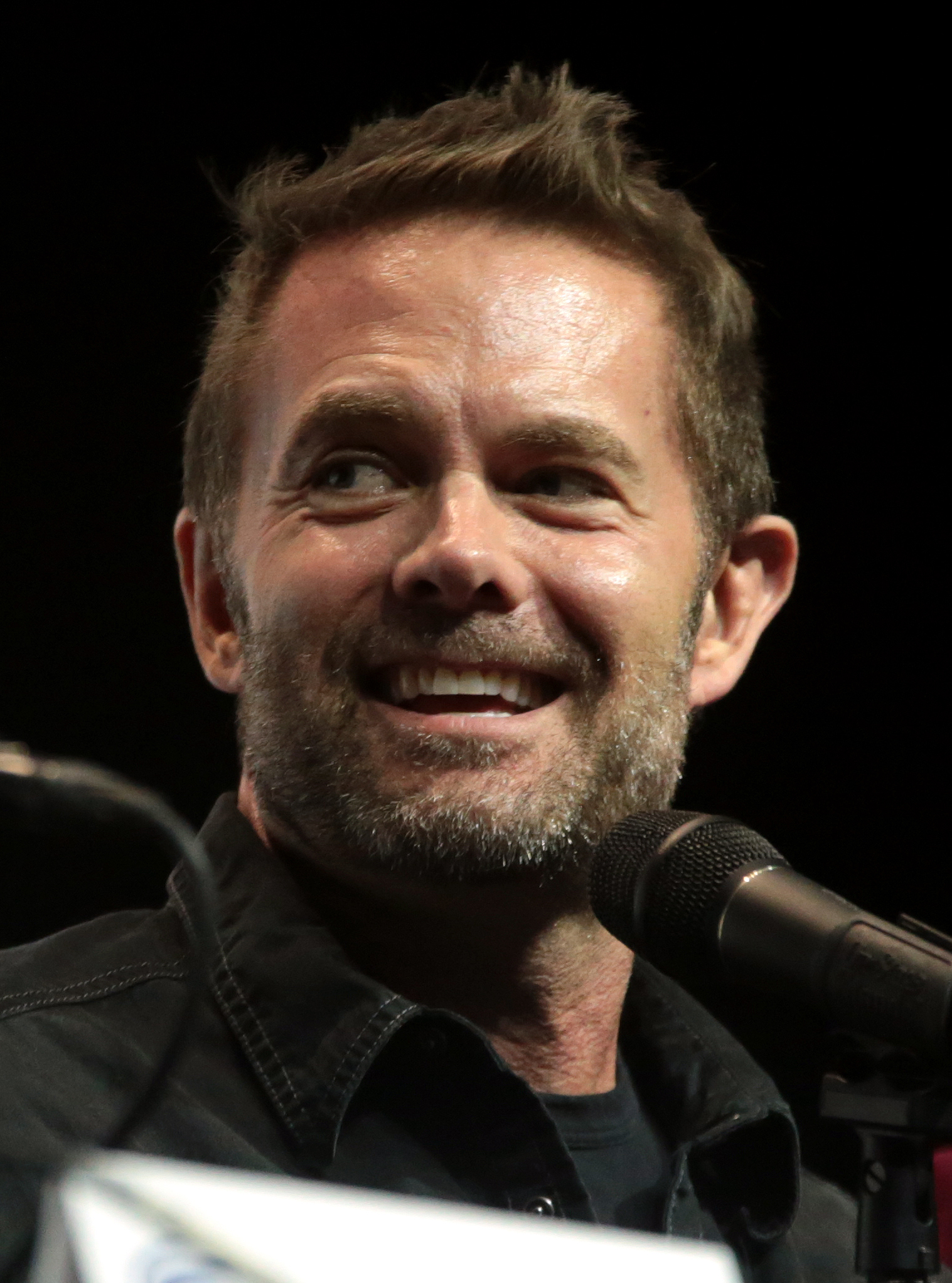
Garret Dillahunt fue aclamado por la crítica por su actuación, en el desarrollo de John Dorie quien fue elogiado en el episodio.

David S.E. Zapanta de Den of Geek! le dio una calificación de 4 sobre 5 calificaciones y elogió el episodio, y escribió: "Me sorprendió que fueran despachados tan rápido, pero está bien. Con solo cuatro episodios restantes, Fear todavía tiene mucho camino por recorrer. Afortunadamente, este es un viaje que vale la pena emprender." Erik Kain de Forbes en su reseña elogió el desarrollo de Garret Dillahunt y escribió: "En total, este fue un episodio muy agradable de Fear. Me gustaron los aspectos misteriosos. Dillahunt hizo un gran trabajo en todo momento y John Dorie sigue siendo uno de mis personajes favoritos en cualquiera de los programas de The Walking Dead. Mucha acción tanto entre los vivos y los muertos como entre los vivos." Escribiendo para Decider, Alex Zalben también elogió la actuación de Dillahunt y escribió: "Cuando entras en un episodio centrado en John Dorie (Garret Dillahunt) de Fear the Walking Dead, sabes lo que vas a conseguir. Con una voz como melaza y un perspectiva generalmente positiva sobre el apocalipsis zombi, episodios como "Humbug Gulch" han sido una maravilla de ver."

### Calificaciones
El episodio fue visto por 1,28 millones de espectadores en los Estados Unidos en su fecha de emisión original, debajo del  episodio anterior.